# Jean-Pierre Raffin-Dugens
Jean-Pierre Raffin-Dugens, né le 3 décembre 1861 à Saint-Pierre-d'Allevard et mort le 26 mars 1946 à Grenoble en France, est un homme politique français.

## Biographie
Fils de petits cultivateurs propriétaires,  instituteur syndicaliste, il est élu député socialiste de l'Isère 1910. Réélu en 1914, il est battu en 1919.

Il milite pour la paix pendant la Première Guerre mondiale, refusant de voter le renouvellement des crédits militaires. Il se rend en Suisse à la conférence de Kiental en avril 1916 en compagnie de Pierre Brizon et d'Alexandre Blanc. Il déclare quelques mois plus tard à la Chambre des députés :

« Nous ne voulons pas d'une paix imposée par l’Allemagne, mais nous voulons une paix rapide et sans annexions ! […] La cause de Kienthal n’est pas seulement celle de la France, mais elle est aussi la cause de l’humanité qu’on saigne et qu’on ruine. »

Battu aux élections législatives de 1919, il continue à militer. Participant au Congrès de Tours en décembre 1920, il est un des fondateurs du Parti communiste, pour lequel il est candidat en 1924. Il se serait rapproché du courant trotskiste après 1925 : en octobre 1945, aux élections de la première Assemblée constituante, il est présenté à la candidature par le Parti communiste internationaliste (PCI) dans l'Isère.